# Горбунцов, Павел Тимофеевич
Па́вел Тимофе́евич Горбунцо́в (3 июня 1894, Брейтово, Ярославская губерния — 8 декабря 1971, Йошкар-Ола) — советский художник, заслуженный деятель искусств Марийской АССР (1964 год), заслуженный художник РСФСР (1969 год), лауреат Государственной премии Марийской АССР (1971 год, посмертно), награждён медалью «За трудовую доблесть».
Работал над оформлением книг марийских писателей. Живописные и графические работы хранятся в коллекциях Рыбинского музея и музеев Йошкар-Олы. В постоянной экспозиции Национальная художественная галереи картины «Дыхание севера» и «Мартовский день». Несколько картин представлены в Козьмодемьянском Художественно-историческом музее имени А. В. Григорьева, среди них: «Студёнка», «Утро», «Зимний пейзаж», «На опушке».
Его труд также в барельефах и в отделке здания Министерства внутренних дел республики в Йошкар-Оле.

## Биография

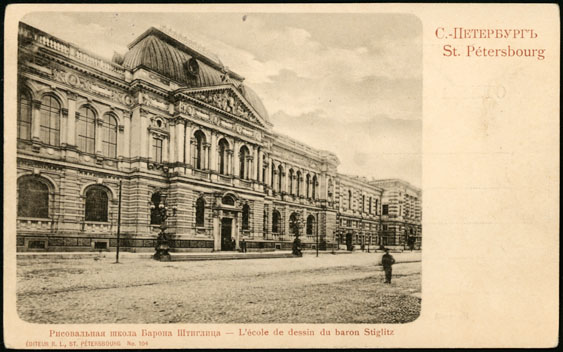
Училище технического рисования барона А. Л. Штиглица. Почтовая открытка 1910 года

Родился в 1894 году селе Брейтово Мологского уезда Ярославской губернии.
Поступил в Училище технического рисования барона А. Л. Штиглицав Петрограде. Учился по классу живописи театральных декораций у профессора Петра Ламбина. В 1917 году в 23 года окончил училище Штиглица с дипломом художника театра.
Практику проходил в Мариинском театре.
С 1919 по 1923 год работал художником Рыбинского драматического театра. Оформлял спектакли «Обрыв», «Гибель надежды», «Потонувший колокол». Тогда же участвовал в создании Рыбинского краеведческого музея, для которого написал картины «Рынок», «Шексна», «Покинутая усадьба», «Собственник». Преподавал в изостудии Рыбинского пролеткульта 1918—1923).

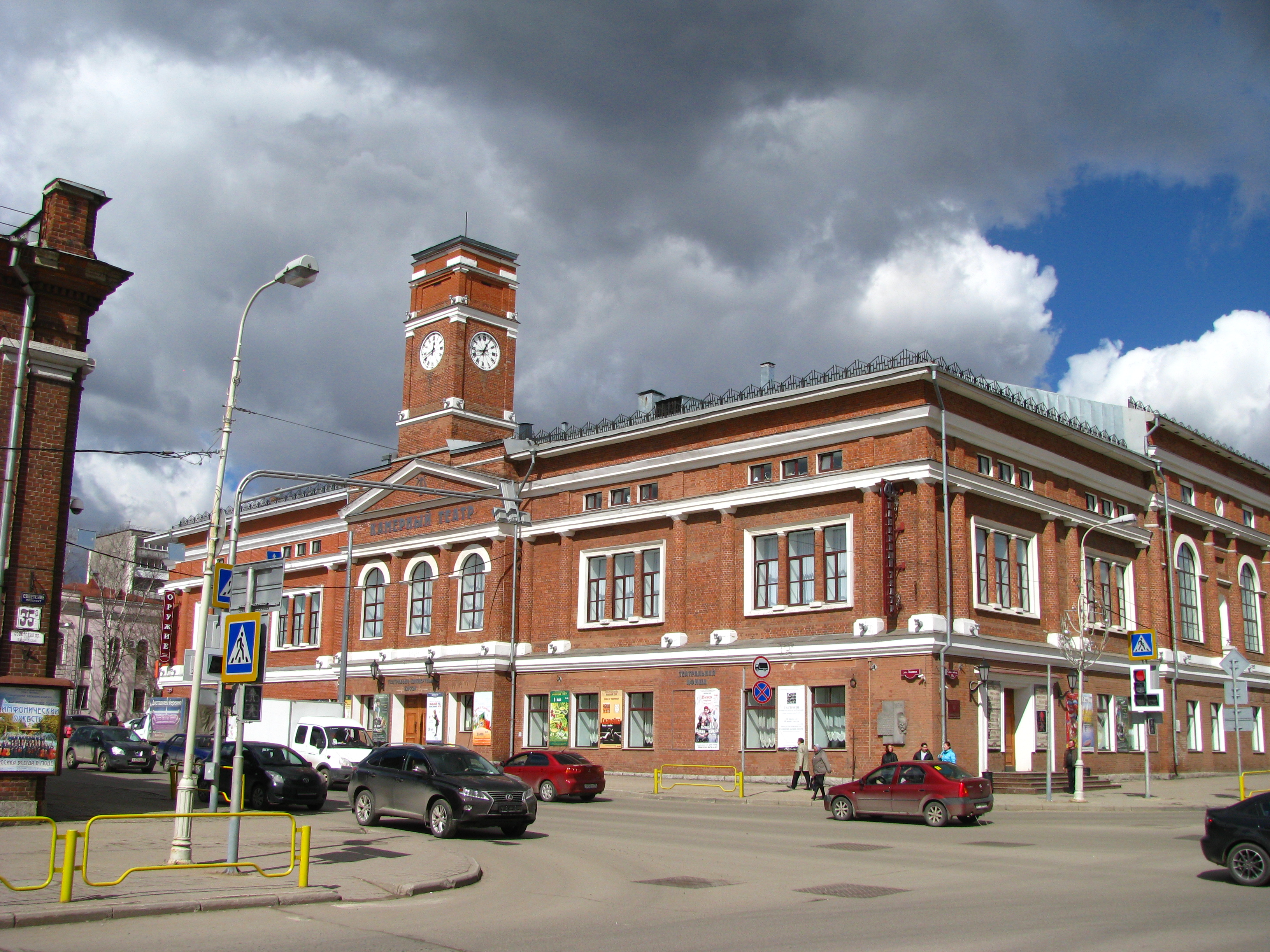
Здание театра в Череповце.

Затем переехал в Череповец. В 1925—1926 годах — художник показательного театра им. А. В. Луначарского в Череповце.
В 1926 году с череповецкой театральной труппой приехал в Краснококшайск (ныне Йошкар-Ола), столицу Марийской республики, где остался работать художником-постановщиком Передвижного марийского театра. Он стал первым профессиональным театральным художником в Марийской АССР.
23 октября 1929 года состоялся первый выпуск Марийской студии музыкально-драматического искусства, художественным руководителем которой был режиссёр Нуам Календер (1901—1958). 15 актёров составили костяк созданного в октябре 1929 года Марийского государственного драматического театра. При этом студия была официально реорганизована в Марийский государственный драматический театр. Возглавлявший студию Н. И. Календер был назначен художественным руководителем театра.
В 1930-м году спектакли «Пасека» и «Живая вода» по пьесам Сергея Чавайна, над которыми Горбунцов работал вместе с режиссёром Н. И. Календером, были отмечены дипломом 1-й степени на Всесоюзной олимпиаде театров в Москве.
В 1934 году Марийский государственный национальный театр возглавил режиссёр Н. Д. Станиславский (1905—1970). Для постановки он выбрал драму А. Н. Островского «Гроза», перевод пьесы на марийский язык был выполнен С. Чавайном. Художником спектакля был Павел Горбунцов. Спектакль был упомянут на состоявшейся в 1936 году в Москве выставке посвященной творчеству А. Н. Островского в связи с 50-летием со дня смерти, включён в каталог выстави.
В 1937 году Горбунцов покинул театр. В том же году он поступил на работу Марийский республиканский краеведческий музей.
В 1940-е во время Великой Отечественной войны Горбунцов состоял в обществе «Марий художник».
С 1961 года член Союза художников СССР. В 1960-е Павел Тимофеевич переселился из Йошкар-Олы в деревню Новотроицк, что на 9-м километре тракта Йошкар-Ола — Кокшайск. Там он продолжал заниматься пейзажной живописью.
В июле 1965 — в Йошкар-Оле состоялась персональная выставка работ.
Скончался 8 декабря 1971 года в возрасте 77 лет. Похоронен на Сидоровском кладбище.

## Живописные работы
- «Осенние дали», 1961
- «Студёнка», до 1962, , Художественно-исторический музей имени А. В. Григорьева (22 июля 1962 года передана музею Министерством культуры Марийской АССР)
- «Марийский край», 1963
- «Утро», 1963, Художественно-исторический музей имени А. В. Григорьева
- «Весеннее утро», 1963, Художественно-исторический музей имени А. В. Григорьева
- «Зимний пейзаж», 1964, Художественно-исторический музей имени А. В. Григорьева
- «Леса бескрайние», 1966
- «Лунная ночь», 1966, Национальный музей Республики Марий Эл
- «Мартовский день», 1967
- «Приволье», 1967
- «Гоубое утро», 1969,
- «На опушке», 1969, Художественно-исторический музей имени А. В. Григорьева
- «Дыхание севера», 1970, Национальный музей Республики Марий Эл
- «Овраги»,
- «Леса бескрайние»,
- «Осень», 1970